# Bericht

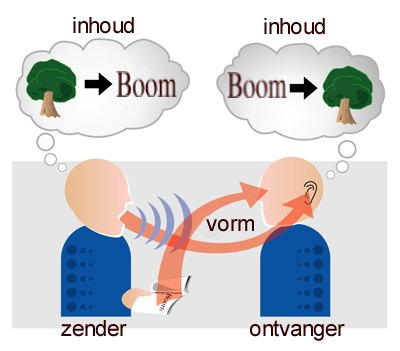
De uitwisseling van informatie is te zien als een eenvoudige vorm van kennisverwerving

Een bericht is een afgeronde hoeveelheid informatie (met een begin en een eind) die van een verzender naar een ontvanger verstuurd wordt.
Er kan een zeker tijdsverloop zijn tussen het opstellen van het bericht door de verzender en het kennisnemen van het bericht door de ontvanger. De verzender hoeft bij bijvoorbeeld een schriftelijke overdracht er niet zeker van of en wanneer de ontvanger van zijn bericht zal kennisnemen. De verzender zal daarom voor de volledigheid en begrijpelijkheid van zijn bericht moeten zorg dragen. Als het verzenden snel gaat is het echter ook mogelijk veel korte berichten snel achter elkaar heen en weer te sturen, waardoor de communicatie meer interactief is (dus meer een dialoog) en de ontvanger van informatie de verzender kan bijsturen. De snelheid van de interactie (bijvoorbeeld reageren binnen een seconde of binnen een maand) wordt uiteraard niet alleen bepaald door de fysieke mogelijkheden, maar ook door de wijze waarop er gebruik van wordt gemaakt. 
Er zijn verschillende methodes om een bericht te versturen en te ontvangen. Berichten werden of worden bijvoorbeeld mondeling 'verzonden' (overgebracht) of verzonden per koerier, postduif of een postbedrijf. Tegenwoordig worden berichten vaak elektronisch verstuurd, bijvoorbeeld per sms of e-mail, of als post op een internetforum of sociale netwerksite.
Het moment dat een ontvanger kennis neemt van een bericht hangt bij een papieren brief ook af van het moment van kijken in de brievenbus; gewoonlijk is het een vaste routine dit minstens eenmaal per dag te doen als men niet meerdaags afwezig is. Bij een digitaal bericht moet men soms zelf een handeling verrichten om te zien of er een bericht is binnengekomen, terwijl het ook kan zijn dat men dit merkt door een signaal (visueel, auditief, of een trilling). Soms werkt dit in twee stappen, men krijgt bijvoorbeeld per e-mail een bericht dat er op een website een bericht is geplaatst. De reden om het bericht niet gelijk in de e-mail te plaatsen kan onder meer te maken hebben met beveiliging.

## Nederland
De Wet van 14 oktober 2015 tot wijziging van de Algemene wet inzake rijksbelastingen en enige andere wetten in verband met een regeling voor het elektronische berichtenverkeer (Wet elektronisch berichtenverkeer belastingdienst) regelt de mogelijkheid dat burgers digitaal moeten gaan communiceren met de Belastingdienst.